# Westerwaldkreis

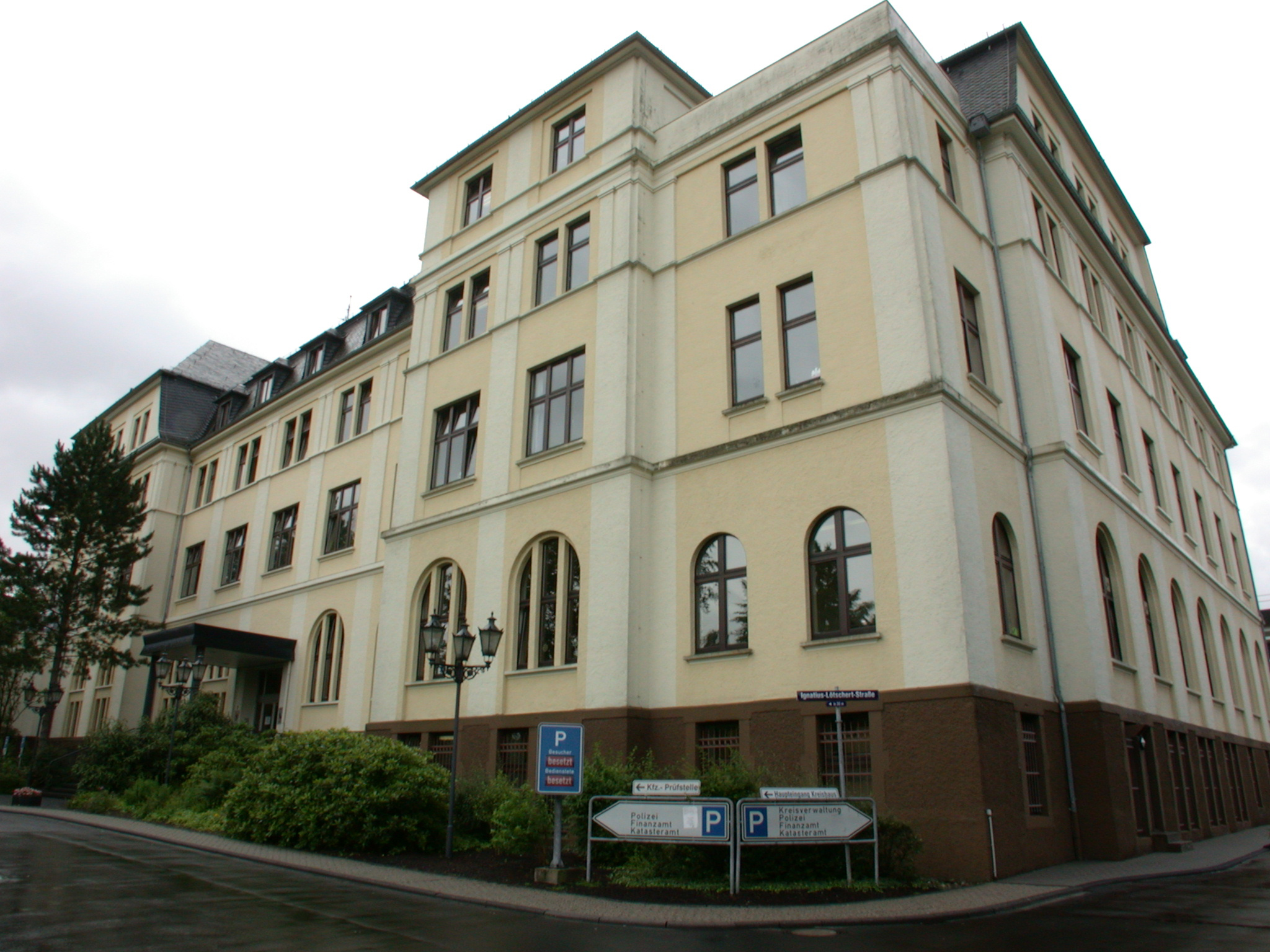
Kreishaus

Westerwaldkreis is een Landkreis in de Duitse deelstaat Rijnland-Palts. De Landkreis telt 202.830 inwoners (31 december 2020) op een oppervlakte van 988,73 km². Kreisstadt is de stad Montabaur.

## Steden en gemeentes
De volgende steden en gemeentes liggen in de Landkreis (Inwoners op 30 juni 2006):
-* = Zetel van de Verbandsgemeinde
| 1. Verbandsgemeinde Bad Marienberg (Westerwald) | 1. Verbandsgemeinde Bad Marienberg (Westerwald)                                                                                         | 1. Verbandsgemeinde Bad Marienberg (Westerwald) | 1. Verbandsgemeinde Bad Marienberg (Westerwald) |  |
| --- | --- | --- | --- |  |
| - Bad Marienberg, Stad * (5.784) - Bölsberg (272) - Dreisbach (603) - Fehl-Ritzhausen (845) - Großseifen (613)                                         | - Hahn bei Marienberg (483) - Hardt (436) - Hof (1.256) - Kirburg (638) - Langenbach bei Kirburg (1.025)                                | - Lautzenbrücken (393) - Mörlen (600) - Neunkhausen (1.125) - Nisterau (952)                                                                         | - Nistertal (1.318) - Norken (1.040) - Stockhausen-Illfurth (476) - Unnau (1.867)                                                                                             |  |
| 2. Verbandsgemeinde Hachenburg | | | |  |
| - Alpenrod (1.591) - Astert (248) - Atzelgift (658) - Borod (577) - Dreifelden (310) - Gehlert (559) - Giesenhausen (341) - Hachenburg, Stad * (5.742) | - Hattert (1.703) - Heimborn (295) - Heuzert (147) - Höchstenbach (697) - Kroppach (634) - Kundert (270) - Limbach (414) - Linden (154) | - Lochum (341) - Luckenbach (625) - Marzhausen (262) - Merkelbach (410) - Mörsbach (495) - Mudenbach (798) - Mündersbach (775) - Müschenbach (1.031) | - Nister (1.032) - Roßbach (913) - Steinebach an der Wied (788) - Stein-Wingert (216) - Streithausen (578) - Wahlrod (891) - Welkenbach (160) - Wied (489) - Winkelbach (245) |  |
| 3. Verbandsgemeinde Höhr-Grenzhausen | | | |  |
| - Hilgert (1.470) | - Hillscheid (2.734) | - Höhr-Grenzhausen, Stad * (9.707) | - Kammerforst (267) |  |
| 4. Verbandsgemeinde Montabaur | | | |  |
| - Boden (536) - Daubach (476) - Eitelborn (2.500) - Gackenbach (584) - Girod (1.218) - Görgeshausen (810) - Großholbach (973)                          | - Heilberscheid (679) - Heiligenroth (1.443) - Holler (1.095) - Horbach (723) - Hübingen (537) - Kadenbach (1.428)                      | - Montabaur, Stad * (12.518) - Nentershausen (2.019) - Neuhäusel (2.045) - Niederelbert (1.642) - Niedererbach (1.002) - Nomborn (707)               | - Oberelbert (1.074) - Ruppach-Goldhausen (1.177) - Simmern (1.467) - Stahlhofen (705) - Untershausen (520) - Welschneudorf (1.013)                                           |  |
| 5. Verbandsgemeinde Ransbach-Baumbach | | | |  |
| - Alsbach (588) - Breitenau (717) - Caan (717) | - Deesen (671) - Hundsdorf (455) - Nauort (2.327)                                                                                       | - Oberhaid (399) - Ransbach-Baumbach, Stad * (7.313) - Sessenbach (538)                                                                              | - Wirscheid (312) - Wittgert (641) |  |
| 6. Verbandsgemeinde Rennerod | | | |  |
| - Bretthausen (199) - Elsoff (Westerwald) (994) - Hellenhahn-Schellenberg (1.317) - Homberg (152) - Hüblingen (302) - Irmtraut (787)                   | - Liebenscheid (955) - Neunkirchen (559) - Neustadt/ Westerwald (574) - Niederroßbach (842) - Nister-Möhrendorf (329) - Oberrod (739)   | - Oberroßbach (359) - Rehe (972) - Rennerod, Stad * (3.957) - Salzburg (217) - Seck (1.290) - Stein-Neukirch (469)                                   | - Waigandshain (214) - Waldmühlen (367) - Westernohe (952) - Willingen (276) - Zehnhausen bei Rennerod (418)                                                                  |  |
| 7. Verbandsgemeinde Selters (Westerwald) | | | |  |
| - Ellenhausen (295) - Ewighausen (234) - Freilingen (701) - Freirachdorf (685) - Goddert (438) - Hartenfels (856)                                      | - Herschbach (2.899) - Krümmel (370) - Marienrachdorf (990) - Maroth (265) - Maxsain (1.135) - Nordhofen (562)                          | - Quirnbach (514) - Rückeroth (548) - Schenkelberg (677) - Selters (Westerwald), Stad * (2.713) - Sessenhausen (967) - Steinen (245)                 | - Vielbach (603) - Weidenhahn (563) - Wölferlingen (568) |  |
| 8. Verbandsgemeinde Wallmerod | | | |  |
| - Arnshöfen (155) - Berod bei Wallmerod (555) - Bilkheim (504) - Dreikirchen (1.038) - Elbingen (302) - Ettinghausen (324)                             | - Hahn am See (422) - Herschbach (Oberwesterwald) (956) - Hundsangen (2.100) - Kuhnhöfen (167) - Mähren (251) - Meudt (1.889)           | - Molsberg (472) - Niederahr (834) - Oberahr (587) - Obererbach (563) - Salz (946) - Steinefrenz (769)                                               | - Wallmerod * (1.320) - Weroth (619) - Zehnhausen bei Wallmerod (185) |  |
| 9. Verbandsgemeinde Westerburg | | | |  |
| - Ailertchen (633) - Bellingen (586) - Berzhahn (500) - Brandscheid (523) - Enspel (280) - Gemünden (1.091)                                            | - Girkenroth (615) - Guckheim (908) - Härtlingen (430) - Halbs (373) - Hergenroth (452) - Höhn (3.144)                                  | - Kaden (628) - Kölbingen (1.110) - Langenhahn (1.414) - Pottum (1.037) - Rotenhain (544) - Rothenbach (898)                                         | - Stahlhofen am Wiesensee (357) - Stockum-Püschen (730) - Weltersburg (280) - Westerburg, Stad * (5.655) - Willmenrod (675) - Winnen (457)                                    |  |
| 10. Verbandsgemeinde Wirges | | | |  |
| - Bannberscheid (617) - Dernbach (Westerwald) (2.486) - Ebernhahn (1.245)                                                                              | - Helferskirchen (1.125) - Leuterod (844) - Mogendorf (1.170)                                                                           | - Moschheim (792) - Niedersayn (226) - Ötzingen (1.370)                                                                                              | - Siershahn (2.838) - Staudt (1.085) - Wirges, Stad * (5.110) |  |

Ailertchen ·
Alpenrod ·
Alsbach ·
Arnshöfen ·
Astert ·
Atzelgift ·
Bad Marienberg ·
Bannberscheid ·
Bellingen ·
Berod ·
Berzhahn ·
Bilkheim ·
Boden ·
Bölsberg ·
Borod ·
Brandscheid ·
Breitenau ·
Bretthausen ·
Caan ·
Daubach ·
Deesen ·
Dernbach (Westerwald) ·
Dreifelden ·
Dreikirchen ·
Dreisbach ·
Ebernhahn ·
Eitelborn ·
Elbingen ·
Ellenhausen ·
Elsoff (Westerwald) ·
Enspel ·
Ettinghausen ·
Ewighausen ·
Fehl-Ritzhausen ·
Freilingen ·
Freirachdorf ·
Gackenbach ·
Gehlert ·
Gemünden ·
Giesenhausen ·
Girkenroth ·
Girod ·
Goddert ·
Görgeshausen ·
Großholbach ·
Großseifen ·
Guckheim ·
Hachenburg ·
Hahn am See ·
Hahn bei Marienberg ·
Halbs ·
Hardt (Westerwald) ·
Hartenfels ·
Härtlingen ·
Hattert ·
Heilberscheid ·
Heiligenroth ·
Heimborn ·
Helferskirchen ·
Hellenhahn-Schellenberg ·
Hergenroth ·
Herschbach (Oberwesterwald) ·
Herschbach ·
Heuzert ·
Hilgert ·
Hillscheid ·
Höchstenbach ·
Hof ·
Höhn ·
Höhr-Grenzhausen ·
Holler ·
Homberg ·
Horbach ·
Hübingen ·
Hüblingen ·
Hundsangen ·
Hundsdorf ·
Irmtraut ·
Kaden ·
Kadenbach ·
Kammerforst ·
Kirburg ·
Kölbingen ·
Kroppach ·
Krümmel ·
Kuhnhöfen ·
Kundert ·
Langenbach bei Kirburg ·
Langenhahn ·
Lautzenbrücken ·
Leuterod ·
Liebenscheid ·
Limbach ·
Linden ·
Lochum ·
Luckenbach ·
Mähren ·
Marienrachdorf ·
Maroth ·
Marzhausen ·
Maxsain ·
Merkelbach ·
Meudt ·
Mogendorf ·
Molsberg ·
Montabaur ·
Mörlen ·
Mörsbach ·
Moschheim ·
Mudenbach ·
Mündersbach ·
Müschenbach ·
Nauort ·
Nentershausen ·
Neuhäusel ·
Neunkhausen ·
Neunkirchen ·
Neustadt/ Westerwald ·
Niederahr ·
Niederelbert ·
Niedererbach ·
Niederroßbach ·
Niedersayn ·
Nister ·
Nisterau ·
Nister-Möhrendorf ·
Nistertal ·
Nomborn ·
Nordhofen ·
Norken ·
Oberahr ·
Oberelbert ·
Obererbach ·
Oberhaid ·
Oberrod ·
Oberroßbach ·
Ötzingen ·
Pottum ·
Quirnbach ·
Ransbach-Baumbach ·
Rehe ·
Rennerod ·
Roßbach ·
Rotenhain ·
Rothenbach ·
Rückeroth ·
Ruppach-Goldhausen ·
Salz ·
Salzburg ·
Schenkelberg ·
Seck ·
Selters ·
Sessenbach ·
Sessenhausen ·
Siershahn ·
Simmern ·
Stahlhofen ·
Stahlhofen am Wiesensee ·
Staudt ·
Steinebach an der Wied ·
Steinefrenz ·
Steinen ·
Stein-Neukirch ·
Stein-Wingert ·
Stockhausen-Illfurth ·
Stockum-Püschen ·
Streithausen ·
Unnau ·
Untershausen ·
Vielbach ·
Wahlrod ·
Waigandshain ·
Waldmühlen ·
Wallmerod ·
Weidenhahn ·
Welkenbach ·
Welschneudorf ·
Weltersburg ·
Weroth ·
Westerburg ·
Westernohe ·
Wied ·
Willingen ·
Willmenrod ·
Winkelbach ·
Winnen ·
Wirges ·
Wirscheid ·
Wittgert ·
Wölferlingen ·
Zehnhausen bei Rennerod ·
Zehnhausen bei Wallmerod